# Fortaleza da Muxima
A Fortaleza da Muxima ("coração" em língua quimbunda) localiza-se na vila da Muxima, no município da Quissama, na província de Luanda, em Angola.

## História
A ocupação do local por forças portuguesas remonta ao estabelecimento, em 1581, de um pequeno posto militar à margem esquerda do rio Cuanza, pelo então governador de Angola, Paulo Dias de Novais. Mais tarde, este posto veio a tornar-se num presídio (estabelecimento de colonização militar), com a função de defesa diante dos povos de Quiçama.
Em 1599, para defesa do presídio, o governador João Furtado de Mendonça determina a construção de uma nova fortificação. Nesta época, o presídio oferecia suporte às relações comerciais na região, servindo como activo entreposto de mercadorias e de escravos aguardando transporte para o continente Americano. As obras só foram iniciadas, entretanto, no início do século seguinte. O presídio foi transferido para novo local em 1609, por determinação do governador Manuel Pereira Forjaz.
No contexto da invasão neerlandesa de Angola em 1641, os presídios no rio Cuanza constituíram-se em uma linha de resistência dos colonos portugueses ao invasor. Desse modo, em 1646, Muxima foi atacada por forças neerlandesas, tendo a população se refugiado na fortaleza. Foi reedificada em 1655, conforme inscrito na pedra de armas, sendo capitão Francisco de Novais.
Teve papel de apoio das forças Portuguesas nas chamadas Guerras Cuata-Cuata, conflitos intertribais envolvendo as tribos empregadas pelos Europeus para capturar outras tribos, sujeitando-as à escravidão.
Até meados do século XIX, o presídio e a sua guarnição foram governados por um Capitão-mor.
Foi classificada como Monumento Nacional pelo Decreto Provincial n° 2, de 12 de Janeiro de 1924.
No contexto da Segunda Guerra Mundial, aquartelou tropas portuguesas a partir de 1941, que, aí, foram mantidas até 1948. Em 1956, foi classificada como Imóvel de Interesse Público.
Vizinha à Igreja de Nossa Senhora da Conceição da Muxima, encontrava-se em ruínas em precário estado de conservação, tendo sido recuperada por volta de 2008. De propriedade do Estado, encontra-se afectada ao Ministério da Cultura.